# Janovice (Rudník)
Janovice jsou osada patřící do jedné z částí krkonošské obce Rudník v okrese Trutnov. Nacházejí se v severovýchodní části Rudníku, pod Černou horou.

## Historie
Byly založeny roku 1794 velkoobchodníkem Janem Františkem Theerem (1736–1815) a právě po něm nesou jméno, původně německy znějící Johannesgunst (pro tehdejší českou menšinu – Janova přízeň). Roku 1885 měly 35 domů. Do roku 1850 byly samostatnou obcí s vlastní samosprávou. Nechybělo tu několik živnostníků, hasičská zbrojnice ani pohostinství.
Lidé se tu živili pastevectvím. Za knížete Schwarzenberga se věnovali hlavně chovu ovcí, po roce 1876 byla ovčírna přebudována na stáj pro mladý dobytek. To však už osada patřila dalšímu majiteli Josefu Klugemu.
V roce 1910 Janovice vykazovaly 31 domů a 160 obyvatel. Druhým zdrojem obživy obyvatel Janovic bývala poměrně rozsáhlá těžba kovů, hlavně měděné rudy. Poslední štoly se budovaly ještě v roce 1923. V roce 1954 tu byl proveden rudný průzkum. Těžba však obnovena nebyla.